# سردار آزمون
سردار آزمون (زادهٔ ۱۱ دی ۱۳۷۳) بازیکن فوتبال اهل ایران است که در پست مهاجم برای باشگاه شباب الاهلی در لیگ برتر امارات بازی می‌کند.
او در بخش ملی در همهٔ رده‌های سنی به میدان رفته است و اکنون بهترین گلزن در ترکیب تیم بزرگسالان است. آزمون دومین گلزن برتر تاریخ تیم ملی فوتبال ایران پس از علی دایی است.
پس از علیرضا جهانبخش، آزمون دومین بازیکن گران‌قیمت ایرانی است. او همچنین جوان‌ترین ایرانی بود که در یک بازی لیگ قهرمانان اروپا گلزنی کرد.

## دوران باشگاهی

### سال‌های آغازین
به گفتهٔ آزمون، آغاز فوتبال وی در سن ۹ سالگی طی سفری خانوادگی در ترکمنستان صورت گرفت. اولین باشگاه فوتبال آزمون تیم عقاب گنبد بود. همچنین او در نوجوانی بازیکن والیبال بود و به تیم والیبال زیر ۱۵ سال ایران نیز دعوت شده بود اما او والیبال را برای تمرکز روی فوتبال کنار گذاشت. پس از چند سال بازی برای عقاب، او به تیم شموشک گرگان پیوست و پس از آن به تیم اتکا گرگان در لیگ فوتبال دسته یک ایران پیوست.

### سپاهان
سردار آزمون زمانی که ۱۵ سال سن داشت به جوانان سپاهان پیوست. درحالی‌که آزمون در سفرهای تدارکاتی سپاهان در ترکیه حضور پیدا کرده بود، اما بازی رسمی برای این باشگاه انجام نداد ولی در جشن قهرمانی سپاهان در لیگ برتر ایران در فصل ۹۱–۱۳۹۰ حضور پیدا کرد.
در طول فصل ۹۲–۱۳۹۱، به لطف نمایش عالی آزمون در تیم جوانان ایران، سردار مورد توجه چند باشگاه اروپایی، از جمله روبین کازان قرار گرفت. آزمون زمانی که اواخر همان سال در سن ۱۷ سالگی به روبین کازان پیوست، جوان‌ترین لژیونر ایران شد.

### روبین کازان

#### فصل ۱۳–۲۰۱۲
در ژانویهٔ ۲۰۱۳، آزمون پیشنهادی از باشگاه روبین کازان روسیه برای پیوستن به آنها دریافت کرد. وی در عین حال از دو تیم ایرانی پرسپولیس و استقلال پیشنهاد دریافت کرده بود و همچنین سپاهان پیشنهاد تمدید قرارداد را به او داده بود. با این حال او کار با قربان بردیف را انتخاب کرد و تبدیل به اولین بازیکن فوتبال ایران در لیگ برتر روسیه شد. در اولین فصل حضورش در این باشگاه، ۸ بازی برای تیم دوم روبین کازان انجام داد و دو گل به ثمر رساند و یک کارت زرد دریافت کرد. او همچنین چند مرتبه‌ای برای تیم ۱۸ نفرهٔ روز بازی انتخاب شد، اما نتوانست اولین بازی خود را در بزرگسالان انجام دهد.

#### فصل ۱۴–۲۰۱۳

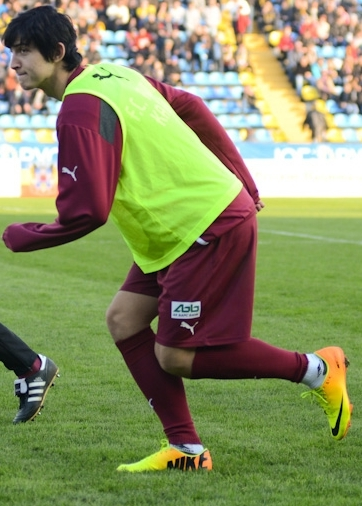
آزمون در تمرینات روبین کازان در سال ۲۰۱۳

در ۲۵ ژوئیهٔ ۲۰۱۳، آزمون اولین بار به‌عنوان بازیکن تعویضی در دقیقهٔ ۷۳ در بازی لیگ اروپا مقابل یاگودینا وارد زمین شد، تا اولین بازی خود را برای بزرگسالان انجام دهد. روبین کازان این بازی را با نتیجهٔ ۱–۰ پیروز شد. در ۲۹ اوت، او اولین گل خود را در دومین بازی بزرگسالان خود برای روبین کازان در برد ۳–۰ لیگ اروپا مقابل مولده به ثمر رساند. در ۶ اکتبر ۲۰۱۳، او اولین بازی خود در لیگ در پیروزی ۵–۱ مقابل آنژی مخاچ‌قلعه در حالی انجام داد که در دقیقهٔ ۷۲ وارد زمین شد و یک پاس گل و یک گل زد.
در ۲۷ مارس ۲۰۱۴، آرسنال پیشنهادی ۲ میلیون پوندی به کازان برای انتقال آزمون ۱۹ ساله ارائه کرد. این پیشنهاد باعث شد او همچنین مورد توجه باشگاه‌هایی همچون، یوونتوس، لیورپول، تاتنهام، بارسلونا و آ.ث. میلان قرار بگیرد.
سه روز بعد، او دومین گل لیگ خود را برای روبین کازان در شکست ۱–۲ مقابل روستوف به ثمر رساند. در ۶ آوریل، او در شکست روبین کازان مقابل زنیت سن پترزبورگ یک گل به ثمر رساند. آزمون در بازی مقابل کریلیا سووتوف در پیروزی ۴–۰ در ۱۰ مه ۲۰۱۴، به عنوان بازیکن تعویضی در دقیقهٔ ۵۵ وارد زمین شد و یک گل به ثمر رساند و یک پاس گل داد.

#### فصل ۱۵–۲۰۱۴
در ۴ ژوئیهٔ ۲۰۱۴، روبین کازان از طریق وب‌سایت رسمی خود اعلام کرد که آزمون علیرغم پیشنهادهای انتقال از سوی آرسنال، لیورپول و زنیت سن پترزبورگ در باشگاه باقی خواهد ماند. او گل روبین کازان را در تساوی ۱–۱ مقابل هلاس ورونا در یک بازی دوستانه پیش فصل در ۲۷ ژوئیهٔ ۲۰۱۴ به ثمر رساند. او اولین گل فصل خود را در تساوی ۱–۱ مقابل احمد گروزنی در دقیقهٔ ۸۷ به ثمر رساند. در ۳۰ اکتبر، او در پیروزی آنها مقابل اسپارتاک مسکو در جام حذفی ۱۵–۲۰۱۴ یک گل به ثمر رساند.

### روستوف

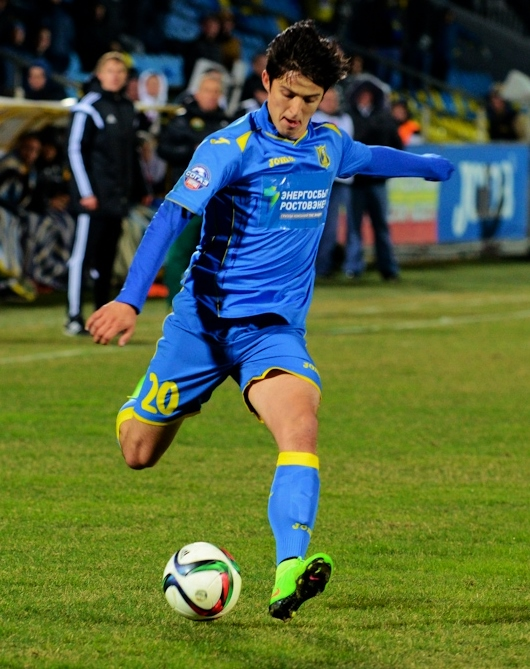
آزمون در حال بازی برای روستوف در سال ۲۰۱۵

در ۲۶ فوریهٔ ۲۰۱۵، در نیم‌فصل، آزمون یک قرارداد قرضی سه ماه و نیم با باشگاه روستوف که در حال سقوط بود، تا پایان فصل امضا کرد. در ۲۶، آزمون در دقیقهٔ ۷۳ به‌عنوان یار تعویضی وارد زمین شد و در دقیقهٔ ۸۸ گل برتری بازی را مقابل کوبان کراسنودار به ثمر رساند. آزمون دوباره در ۲۶ آوریل ۲۰۱۵ در تساوی ۲–۲ روستوف مقابل دینامو مسکو به گل رسید. عملکرد خوب او باعث شد تا در تیم منتخب هفتهٔ لیگ برتر روسیه قرار بگیرد.

#### فصل ۱۶–۲۰۱۵
در پایان فصل ۱۵–۲۰۱۴، آزمون قرارداد قرضی خود را با روستوف تا پایان فصل ۱۶–۲۰۱۵ تمدید کرد. او اولین گل فصل خود را در ۲۲ اوت ۲۰۱۵ در باخت ۱–۲ مقابل زسکا مسکو به ثمر رساند. پس از بازی‌های خوب او در نیم فصل اول، او به باشگاه لیگ برتر انگلیسی استوک سیتی لینک شد. او بعداً در مارس ۲۰۱۶ به باشگاه انگلیسی اورتون لینک شد.
پس از گذشت چند وقت، آزمون در پیروزی ۳–۰ روستوف مقابل زنیت سن پترزبورگ در ۲۴ آوریل ۲۰۱۶ گلزنی کرد. او در پیروزی ۳–۱ مقابل دینامو مسکو در ۱۲ مهٔ ۲۰۱۶ یک گل زد و روستوف را در ردهٔ دوم لیگ و در رقابت برای قهرمانی لیگ برتر روسیه نگه داشت.
با توجّه به اینکه فرصت بازی آزمون نصف فرصت بازی بقیه مهاجم‌های لیگ بود، او با زدن ۹ گل هفتمین گلزنِ برتر لیگ شد. او همچنین به‌عنوان پنجمین بازیکن با ارزش لیگ انتخاب شد که فاصله کمی با بازیکنانی مانند فیورور اسمولوف، موسی دومبیا و هالک داشت.

#### فصل ۱۷–۲۰۱۶

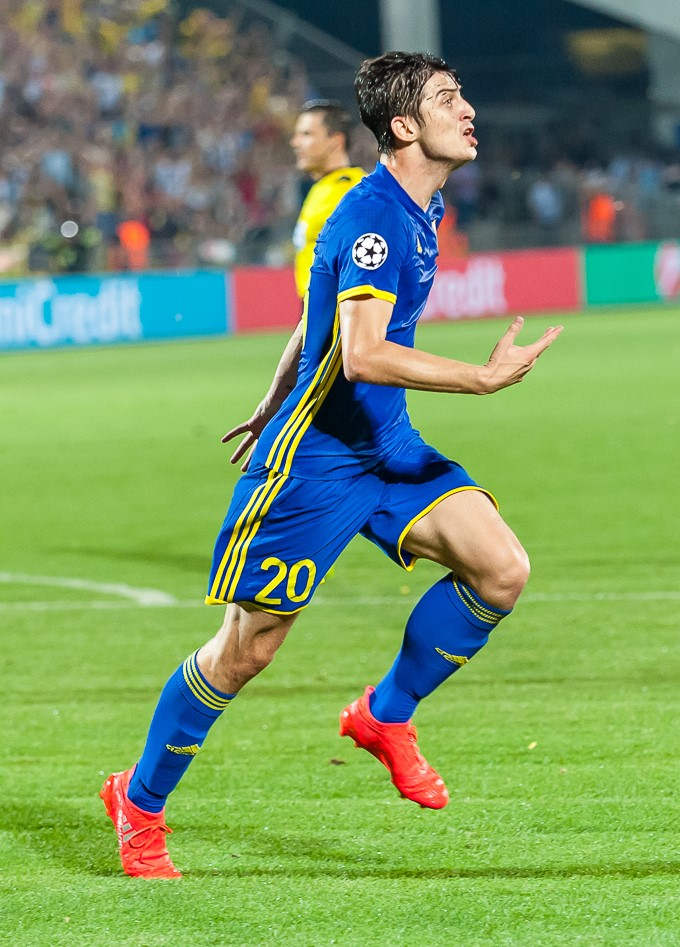
آزمون در حال بازی مقابل آژاکس در ۲۰۱۶

در ابتدا اعلام شد که آزمون به روبین کازان باز خواهد گشت. با این حال، روستوف بند خرید در قرارداد آزمون را فعال کرد. روبین کازان این بند را تکذیب کرد و مدعی شد که آزمون بازیکن آنها است و از فیفا شکایت کرد. روستوف شکایت متقابلی را به دادگاه حکمیت ورزش ارائه کرد و در ۲۲ ژوئیهٔ ۲۰۱۶ دادگاه به‌طور موقت به نفع آزمون رای داد و او در ترکیب روستوف در لیگ قهرمانان اروپا قرار گرفت. به گفتهٔ یوری زایتسف، وکیل روستوف، تصمیم نهایی دادگاه حکمیت در مورد وضعیت او ممکن است تا اواخر سال ۲۰۱۶ یا حتی تابستان ۲۰۱۷ به دست نیاید.
آزمون اولین بازی خود در لیگ قهرمانان را در ۲۶ ژوئیهٔ ۲۰۱۶ در اولین بازی دور سوم مرحلهٔ مقدماتی مقابل اندرلشت انجام داد و در دقیقهٔ ۵۶ به جای الکساندر بوخاروف وارد زمین شد. او در بازی برگشت در ۳ اوت ۲۰۱۶ مقابل اندرلشت اولین گل خود در لیگ قهرمانان را در دقیقهٔ ۴۷ به ثمر رساند و به روستوف در برد ۴–۲ کمک کرد. او دومین گل خود در لیگ قهرمانان اروپا را در ۲۴ اوت ۲۰۱۶ در بازی برگشت مرحله پلی‌آف مقابل آژاکس به ثمر رساند و گل ابتدایی را در پیروزی ۴–۱ به ثمر رساند که منجر به اولین صعود روستوف به مرحله گروهی لیگ قهرمانان اروپا شد. آزمون در ۱ نوامبر ۲۰۱۶ در شکست ۱–۲ روستوف در مرحله گروهی لیگ قهرمانان اروپا مقابل اتلتیکو مادرید گلزنی کرد. او پس از علی کریمی در سال ۲۰۰۵، اولین ایرانی شد که در مرحلهٔ گروهی لیگ قهرمانان اروپا گلزنی می‌کند. در ۲۳ نوامبر ۲۰۱۶، آزمون دومین گل خود در لیگ قهرمانان اروپا را در مرحلهٔ گروهی مقابل بایرن مونیخ در خانه به ثمر رساند و روستوف را به پیروزی ۳–۲ و اولین پیروزی رسمی خود در مرحلهٔ گروهی لیگ قهرمانان اروپا رساند.
آزمون پس از نمایش‌های خوب و گل‌هایش در لیگ قهرمانان اروپا، مورد توجه غول‌های اروپایی مانند مارسی، لیورپول، آرسنال، بروسیا دورتموند و بایر لورکوزن قرار گرفت.
در ۶ نوامبر ۲۰۱۷، آزمون اولین گل خود در لیگ برتر روسیه در فصل ۱۷–۲۰۱۶ را در پیروزی ۴–۱ به ثمر رساند. او دومین گل فصل خود را در ۲۸ نوامبر مقابل آنژی مخاچ‌قلعه به ثمر رساند. در ۲۶ ژانویهٔ ۲۰۱۷، فیفا درخواست تجدید نظر روبین کازان در رابطه با انتقال آزمون به روستوف را رد کرد و حکم داد که هیچ تعهدی در قبال روبین کازان وجود ندارد. در ۳ مارس ۲۰۱۷، آزمون در اولین بازی لیگ پس از پایان تعطیلات زمستانی، دو گل در پیروزی ۶–۰ مقابل تام تومسک به ثمر رساند. او یک گل دیگر مقابل تیم سابقش روبین کازان به ثمر رساند.
پس از پایان فصل ۱۷–۲۰۱۶، آزمون مورد علاقهٔ تیم اسکاتلندی سلتیک، باشگاه انگلیسی اورتون و باشگاه لا لیگایی والنسیا قرار گرفت.

### بازگشت به روبین کازان

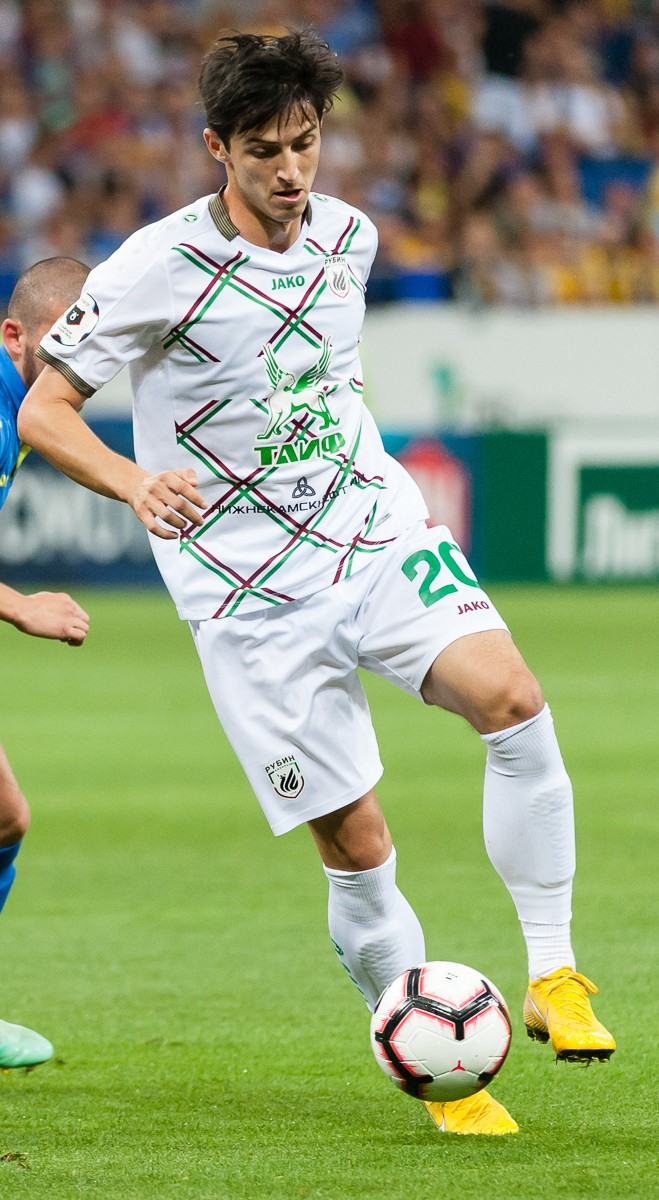
آزمون در حال بازی برای روبین کازان در سال ۲۰۱۷

در ژوئن ۲۰۱۷، آزمون به روبین کازان بازگشت. او در یک بازی دوستانه در ۲۸ ژوئن ۲۰۱۷ به‌عنوان بازیکن تعویضی در نیمهٔ دوم با شمارهٔ ۶۹ وارد زمین شد. باشگاه روستوف در تاریخ ۱۴ ژوئیهٔ ۲۰۱۷ قرارداد انتقال با روبین کازان را تأیید کرد.

### زنیت سن پترزبورگ

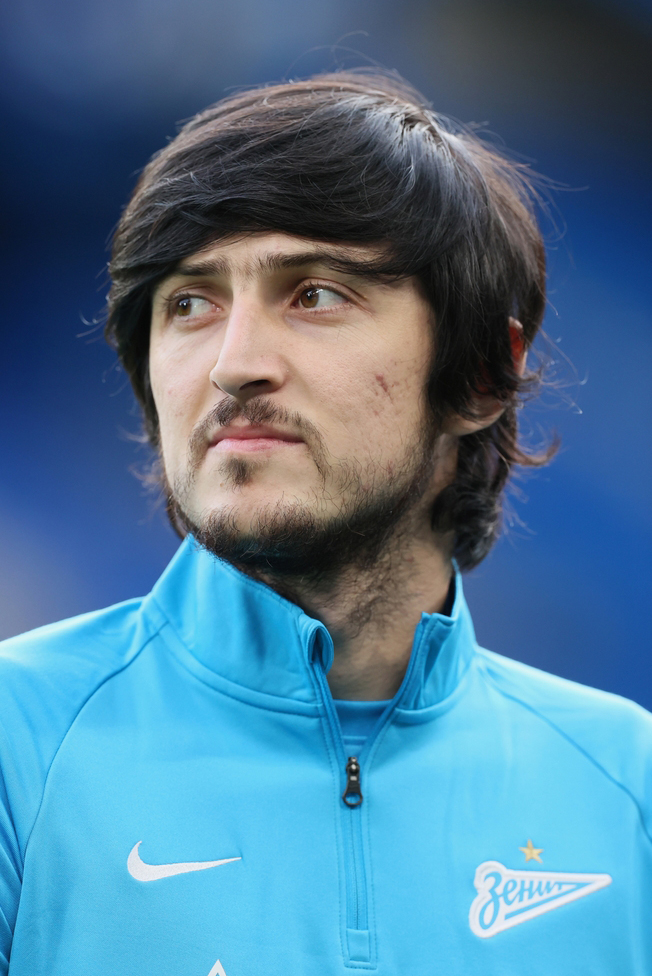
آزمون با زنیت سن پترزبورگ در سال ۲۰۲۱

در ۱ فوریهٔ ۲۰۱۹، آزمون با قراردادی ۳٫۵ ساله به زنیت سن پترزبورگ پیوست. سردار در اولین بازی خود برای زنیت مقابل فنرباغچه در مرحلهٔ یک‌هشتم نهایی لیگ اروپا، دو گل به ثمر رساند و یک پاس گل نیز ثبت کرد. او به دلیل عملکرد فوق‌العاده‌اش از سوی یوفا به‌عنوان بهترین بازیکن هفتهٔ انتخاب شد. در ۲ مارس ۲۰۱۹، او تنها گل بازی را به ثمر رساند تا زنیت در اولین بازی خود در لیگ برتر روسیه برای این تیم با نتیجهٔ ۱–۰ مقابل اورال یکاترینبورگ پیروز شود. در ۳۱ مارس ۲۰۱۹، او در یک بازی خانگی مقابل اورنبورگ دبل کرد. در ۱۷ سپتامبر ۲۰۱۹، آزمون اولین گل مرحلهٔ گروهی لیگ قهرمانان اروپا ۲۰–۲۰۱۹ را در اولین بازی خود در لیگ قهرمانان اروپا برای زنیت مقابل المپیک لیون به ثمر رساند. او با گلی که در دیدار بعدی مقابل بنفیکا به ثمر رساند، از مهدی مهدوی‌کیا و علی دایی پیشی گرفت و با ۴ گل، بهترین گلزن ایرانی در لیگ قهرمانان اروپا شد.
در ۵ ژوئیهٔ ۲۰۲۰، او دو گل در پیروزی ۴–۲ مقابل کراسنودار به ثمر رساند که دومین قهرمانی متوالی لیگ برتر روسیه را برای زنیت به ارمغان آورد. در ۲۲ ژوئیهٔ ۲۰۲۰، آخرین روز از فصل ۲۰–۲۰۱۹ لیگ برتر روسیه، او هفدهمین گل خود را در لیگ به ثمر رساند تا با هم‌تیمی خود آرتم دزوبا به عنوان بهترین گلزن لیگ شود.
در ۲ مهٔ ۲۰۲۱، آزمون هت‌تریک کرد و مجموع گل‌های فصل خود در لیگ را به ۱۹ رساند، و زنیت سومین قهرمانی متوالی خود را در پیروزی ۶–۱ مقابل لوکوموتیو مسکو، کسب کرد. او به‌عنوان بهترین بازیکن فصل ۲۱–۲۰۲۰ لیگ برتر روسیه انتخاب شد.

### بایر لورکوزن
در ۲۲ ژانویهٔ ۲۰۲۲، باشگاه بوندس‌لیگایی بایر لورکوزن اعلام کرد که آزمون پیش قراردادی را برای پیوستن به باشگاه به صورت رایگان در ۱ ژوئیهٔ ۲۰۲۲ امضا کرده است. او با قراردادی پنج ساله به بایر لورکوزن پیوست. در ۳۰ ژانویهٔ، زنیت اعلام کرد که باشگاه‌ها بر سر انتقال زمستانی به توافق رسیده‌اند و آزمون فوراً به بایر لورکوزن می‌رود. در ۱۶ ژوئیهٔ ۲۰۲۴، پس از پایان قرارداد آزمون با آ.اس. رم، او به لورکوزن بازگشت و ژابی آلونسو، سرمربی وقت لورکوزن، به دلیل بی‌انضباطی و بدن ناآماده از او به شدت انتقاد کرد و او را از باشگاه اخراج کرد.

#### آ.اس. رم (قرضی)
در ۲۶ اوت ۲۰۲۳، آزمون به صورت قرضی برای فصل ۲۴–۲۰۲۳ به باشگاه آ.اس. رم در سری آ پیوست. آ.اس. رم همچنین با گزینه‌ای برای خرید دائمی او از بایرن لورکوزن به توافق رسید. آزمون تبدیل به سومین بازیکن آسیایی رم و اولین بازیکن ایرانی شد که برای این باشگاه بازی می‌کند. او اولین گل خود را برای رم در ۵ نوامبر ۲۰۲۳ مقابل لچه به ثمر رساند. در فوریهٔ ۲۰۲۴، آزمون در ترکیب مرحلهٔ حذفی لیگ اروپا توسط دانیله د روسی قرار گرفت. در مهٔ ۲۰۲۴، گزارش شد که رم گزینهٔ خرید آزمون را فعال نخواهد کرد.

### شباب الاهلی

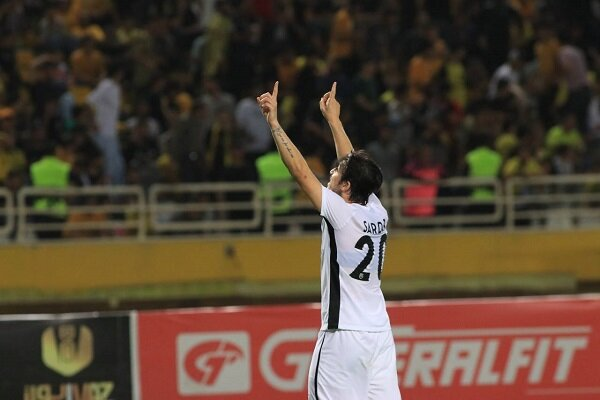
آزمون در حال خوشحالی پس از گل مقابل سپاهان

در ۲۸ ژوئیهٔ ۲۰۲۴، باشگاه شباب الاهلی با پرداخت ۵ میلیون یورو، بند خرید سردار آزمون را فعال کرد و او را از باشگاه بایر لورکوزن به خدمت گرفت. او اولین بازی خود را برای شباب الاهلی مقابل سپاهان در پلی-آف لیگ قهرمان آسیا انجام داد که در نهایت این مسابقه با برتری ۴–۱ شباب الاهلی به پایان رسید. آزمون در دقیقهٔ ۶۱ وارد زمین شد و در دقیقهٔ ۶۲ توانست گل اول شباب الاهلی را به ثمر برساند.

## زندگی شخصی
سردار آزمون در ۱۱ دی ۱۳۷۳ در گنبد کاووس به دنیا آمد. او فرزند خلیل آزمون بازیکن سابق والیبال است. آزمون از ترکمن‌های ایران و سنی مذهب می‌باشد. او تحصیلات دبستان خودرا در سیرجان و راهنمایی خود را در کرمان سپری کرد.
او به زبان‌های فارسی، ترکمنی، ترکی، انگلیسی و روسی مسلط است و به اسب‌سواری علاقه دارد. او با قربان بردیف، مربی ترکمنستانی خود در تیم‌های روبین کازان و روستوف، به زبان ترکمنی صحبت می‌کرد. او تصمیم گرفت شماره ۶۹ را در کازان به عنوان ادای احترام به پلاک شهر زادگاهش بپوشد. آزمون اعلام کرده است که طرفدار باشگاه رئال مادرید اسپانیا است. آزمون همچنین اعلام کرده است که بازی برای فنرباغچه رویای کودکی اوست.
پس از جام جهانی ۲۰۱۸ آزمون که با انتقادات شدید هواداران تیم ملی ایران مواجه شده بود با ابراز نارضایتی و اعلام تشدید بیماری مادرش از تیم ملی فوتبال ایران خداحافظی کرد اما پس از گذشت مدتی با دعوت کارلوس کی‌روش به تیم ملی بازگشت و در جام ملت‌های آسیا ۲۰۱۹ برای تیم ملی ایران به میدان رفت.
خارج از دنیای فوتبال؛ آزمون به رشته سوارکاری علاقه دارد، و خودش نیز تعدادی اسب دارد.
او نیز یک تیم بانوان والیبال در گنبد کاووس به نام سِریک دارد.

## سبک بازی
آزمون به خاطر توانایی در بازی هوایی، خلاقیت و شتاب ناگهانی‌اش مورد ستایش قرار گرفته است. او به عنوان زلاتان ابراهیموویچ جوان شناخته می‌شود و همچنین توسط رسانه‌های عمدتاً بریتانیایی، مسی ایرانی نامیده شده است.
همچنین از آزمون به عنوان وارث مهاجم افسانه‌ای ایران، علی دایی، یاد می‌شود.

## آمار باشگاهی

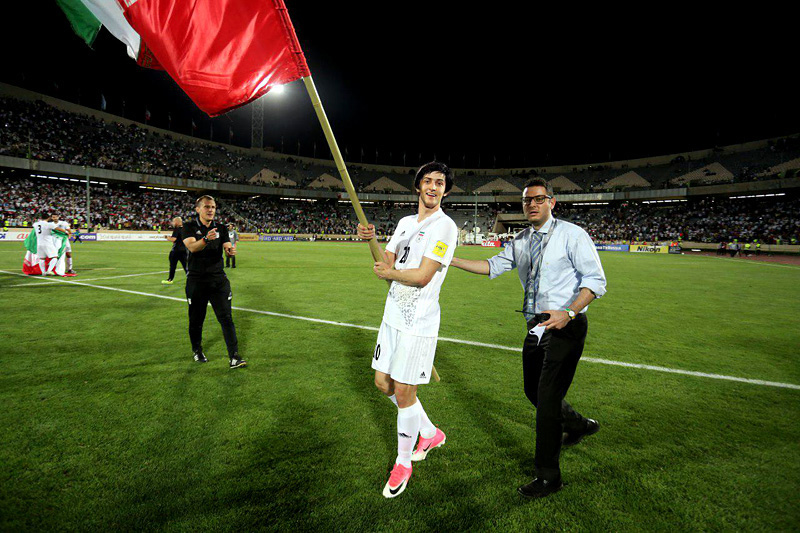
سردار آزمون پس از صعود تیم ملی ایران به جام جهانی ۲۰۱۸ روسیه

تا تاریخ ۳۰ اردیبهشت ۱۴۰۴
| باشگاه              | فصل                 | لیگ                 | لیگ  | لیگ | جام  | جام | قاره‌ای | قاره‌ای | دیگر | دیگر | مجموع | مجموع |
| باشگاه              | فصل                 | دسته                | بازی | گل  | بازی | گل  | بازی   | گل     | بازی | گل   | بازی  | گل    |
| ------------------- | ------------------- | ------------------- | ---- | --- | ---- | --- | ------ | ------ | ---- | ---- | ----- | ----- |
| سپاهان              | ۱۳۹۰–۱۳۹۱           | لیگ برتر            | ۰    | ۰   | ۰    | ۰   | ۰      | ۰      | ۰    | ۰    | ۰     | ۰     |
| سپاهان              | ۱۳۹۱–۱۳۹۲           | لیگ برتر            | ۰    | ۰   | ۰    | ۰   | ۰      | ۰      | ۰    | ۰    | ۰     | ۰     |
| مجموع سپاهان        | مجموع سپاهان        | مجموع سپاهان        | ۰    | ۰   | ۰    | ۰   | ۰      | ۰      | ۰    | ۰    | ۰     | ۰     |
| روبین کازان         | ۲۰۱۲–۲۰۱۳           | لیگ روسیه           | ۰    | ۰   | ۰    | ۰   | ۰      | ۰      | ۰    | ۰    | ۰     | ۰     |
| روبین کازان         | ۲۰۱۳–۲۰۱۴           | لیگ روسیه           | ۱۴   | ۴   | ۱    | ۰   | ۲      | ۱      | ۰    | ۰    | ۱۷    | ۵     |
| روبین کازان         | ۲۰۱۴–۲۰۱۵           | لیگ روسیه           | ۱۳   | ۱   | ۲    | ۱   | ۰      | ۰      | ۰    | ۰    | ۱۵    | ۲     |
| مجموع روبین کازان   | مجموع روبین کازان   | مجموع روبین کازان   | ۲۷   | ۵   | ۳    | ۱   | ۲      | ۱      | ۰    | ۰    | ۳۲    | ۷     |
| روستوف              | ۲۰۱۴–۲۰۱۵           | لیگ روسیه           | ۱۱   | ۳   | ۰    | ۰   | ۰      | ۰      | ۱    | ۱    | ۱۲    | ۴     |
| روستوف              | ۲۰۱۵–۲۰۱۶           | لیگ روسیه           | ۲۴   | ۹   | ۰    | ۰   | ۰      | ۰      | ۰    | ۰    | ۲۴    | ۹     |
| روستوف              | ۲۰۱۶–۲۰۱۷           | لیگ روسیه           | ۲۷   | ۷   | ۰    | ۰   | ۱۴     | ۵      | ۰    | ۰    | ۴۱    | ۱۲    |
| مجموع روستوف        | مجموع روستوف        | مجموع روستوف        | ۶۲   | ۱۹  | ۰    | ۰   | ۱۴     | ۵      | ۱    | ۱    | ۷۷    | ۲۵    |
| روبین کازان         | ۲۰۱۷–۲۰۱۸           | لیگ روسیه           | ۲۶   | ۵   | ۲    | ۰   | ۰      | ۰      | ۰    | ۰    | ۲۸    | ۵     |
| روبین کازان         | ۲۰۱۸–۲۰۱۹           | لیگ روسیه           | ۱۴   | ۴   | ۳    | ۱   | ۰      | ۰      | ۰    | ۰    | ۱۷    | ۵     |
| مجموع روبین کازان   | مجموع روبین کازان   | مجموع روبین کازان   | ۴۰   | ۹   | ۵    | ۱   | ۰      | ۰      | ۰    | ۰    | ۴۵    | ۱۰    |
| زنیت                | ۲۰۱۸–۲۰۱۹           | لیگ روسیه           | ۱۲   | ۹   | ۰    | ۰   | ۴      | ۳      | ۰    | ۰    | ۱۶    | ۱۲    |
| زنیت                | ۲۰۱۹–۲۰۲۰           | لیگ روسیه           | ۲۸   | ۱۷  | ۳    | ۰   | ۶      | ۲      | ۱    | ۲    | ۳۸    | ۲۱    |
| زنیت                | ۲۰۲۰–۲۰۲۱           | لیگ روسیه           | ۲۴   | ۱۹  | ۰    | ۰   | ۴      | ۰      | ۱    | ۰    | ۲۹    | ۱۹    |
| زنیت                | ۲۰۲۱–۲۰۲۲           | لیگ روسیه           | ۱۵   | ۷   | ۰    | ۰   | ۵      | ۲      | ۱    | ۱    | ۲۱    | ۹     |
| مجموع زنیت          | مجموع زنیت          | مجموع زنیت          | ۷۹   | ۵۲  | ۳    | ۰   | ۱۹     | ۷      | ۳    | ۳    | ۱۰۴   | ۶۲    |
| بایر لورکوزن        | ۲۰۲۱–۲۰۲۲           | بوندس‌لیگا           | ۹    | ۱   | ۰    | ۰   | ۲      | ۰      | ۰    | ۰    | ۱۱    | ۱     |
| بایر لورکوزن        | ۲۰۲۲–۲۰۲۳           | بوندس‌لیگا           | ۲۳   | ۴   | ۱    | ۰   | ۹      | ۰      | ۰    | ۰    | ۳۳    | ۴     |
| مجموع بایرن لورکوزن | مجموع بایرن لورکوزن | مجموع بایرن لورکوزن | ۳۲   | ۵   | ۱    | ۰   | ۱۱     | ۰      | ۰    | ۰    | ۴۴    | ۵     |
| رم                  | ۲۰۲۳–۲۰۲۴           | سری آ               | ۲۳   | ۳   | ۲    | ۰   | ۴      | ۰      | ۱    | ۱    | ۳۰    | ۴     |
| مجموع رم            | مجموع رم            | مجموع رم            | ۲۳   | ۳   | ۲    | ۰   | ۴      | ۰      | ۱    | ۱    | ۳۰    | ۴     |
| شباب الاهلی         | ۲۰۲۴–۲۰۲۵           | لیگ امارات          | ۲۱   | ۱۱  | ۳    | ۱   | ۱۱     | ۱۰     | ۴    | ۴    | ۳۹    | ۲۶    |
| مجموع آمار          | مجموع آمار          | مجموع آمار          | ۲۸۴  | ۱۰۴ | ۱۷   | ۳   | ۶۱     | ۲۳     | ۹    | ۹    | ۳۷۱   | ۱۴۹   |

## آمار ملی

### بازی‌های ملی
تا تاریخ ۲۵ مارس ۲۰۲۵
| ایران | ایران | ایران | ایران  |
| سال   | بازی  | گل    | پاس گل |
| ----- | ----- | ----- | ------ |
| ۲۰۱۴  | ۳     | ۱     | ۰      |
| ۲۰۱۵  | ۱۱    | ۷     | ۲      |
| ۲۰۱۶  | ۸     | ۸     | ۰      |
| ۲۰۱۷  | ۸     | ۶     | ۰      |
| ۲۰۱۸  | ۱۰    | ۲     | ۰      |
| ۲۰۱۹  | ۱۰    | ۸     | ۲      |
| ۲۰۲۰  | ۱     | ۱     | ۰      |
| ۲۰۲۱  | ۹     | ۶     | ۳      |
| ۲۰۲۲  | ۸     | ۲     | ۰      |
| ۲۰۲۳  | ۷     | ۸     | ۴      |
| ۲۰۲۴  | ۱۴    | ۷     | ۵      |
| ۲۰۲۵  | ۲     | ۱     | ۱      |
| مجموع | ۹۱    | ۵۷    | ۱۷     |

### گل‌های ملی
تا تاریخ ۲۰ مارس ۲۰۲۵ 
| شماره | تاریخ           | میزبان     | بازی ملی | حریف      | نتیجه | رقابت                  |
| ----- | --------------- | ---------- | -------- | --------- | ----- | ---------------------- |
| ۱     | ۱۸ نوامبر ۲۰۱۴  | تهران      | ۳        | کرهٔ جنوبی | ۱–۰   | دوستانه                |
| ۲     | ۴ ژانویه ۲۰۱۵   | ولونگونگ   | ۴        | عراق      | ۱–۰   | دوستانه                |
| ۳     | ۱۵ ژانویه ۲۰۱۵  | سیدنی      | ۶        | قطر       | ۱–۰   | جام ملت‌های آسیا ۲۰۱۵   |
| ۴     | ۲۳ ژانویه ۲۰۱۵  | کانبرا     | ۸        | عراق      | ۳–۳   | جام ملت‌های آسیا ۲۰۱۵   |
| ۵     | ۱۶ ژوئن ۲۰۱۵    | عشق آباد   | ۱۰       | ترکمنستان | ۱–۱   | مقدماتی جام جهانی ۲۰۱۸ |
| ۶     | ۳ سپتامبر ۲۰۱۵  | تهران      | ۱۱       | گوآم      | ۶–۰   | مقدماتی جام جهانی ۲۰۱۸ |
| ۷     | ۳ سپتامبر ۲۰۱۵  | تهران      | ۱۱       | گوآم      | ۶–۰   | مقدماتی جام جهانی ۲۰۱۸ |
| ۸     | ۸ سپتامبر ۲۰۱۵  | دهلی نو    | ۱۲       | هند       | ۳–۰   | مقدماتی جام جهانی ۲۰۱۸ |
| ۹     | ۲۴ مارس ۲۰۱۶    | تهران      | ۱۵       | هند       | ۴–۰   | مقدماتی جام جهانی ۲۰۱۸ |
| ۱۰    | ۲۹ مارس ۲۰۱۶    | تهران      | ۱۶       | عمان      | ۲–۰   | مقدماتی جام جهانی ۲۰۱۸ |
| ۱۱    | ۲۹ مارس ۲۰۱۶    | تهران      | ۱۶       | عمان      | ۲–۰   | مقدماتی جام جهانی ۲۰۱۸ |
| ۱۲    | ۲ ژوئن ۲۰۱۶     | اسکوپیه    | ۱۷       | مقدونیه   | ۳–۱   | دوستانه                |
| ۱۳    | ۲ ژوئن ۲۰۱۶     | اسکوپیه    | ۱۷       | مقدونیه   | ۳–۱   | دوستانه                |
| ۱۴    | ۲ ژوئن ۲۰۱۶     | اسکوپیه    | ۱۷       | مقدونیه   | ۳–۱   | دوستانه                |
| ۱۵    | ۷ ژوئن ۲۰۱۶     | تهران      | ۱۸       | قرقیزستان | ۶–۰   | دوستانه                |
| ۱۶    | ۱۱ اکتبر ۲۰۱۶   | تهران      | ۲۲       | کرهٔ جنوبی | ۱–۰   | مقدماتی جام جهانی ۲۰۱۸ |
| ۱۷    | ۴ ژوئن ۲۰۱۷     | پودگوریتسا | ۲۵       | مونته‌نگرو | ۲–۱   | دوستانه                |
| ۱۸    | ۴ ژوئن ۲۰۱۷     | پودگوریتسا | ۲۵       | مونته‌نگرو | ۲–۱   | دوستانه                |
| ۱۹    | ۱۲ ژوئن ۲۰۱۷    | تهران      | ۲۶       | ازبکستان  | ۲–۰   | مقدماتی جام جهانی ۲۰۱۸ |
| ۲۰    | ۵ سپتامبر ۲۰۱۷  | تهران      | ۲۷       | سوریه     | ۲–۲   | مقدماتی جام جهانی ۲۰۱۸ |
| ۲۱    | ۵ سپتامبر ۲۰۱۷  | تهران      | ۲۷       | سوریه     | ۲–۲   | مقدماتی جام جهانی ۲۰۱۸ |
| ۲۲    | ۱۰ اکتبر ۲۰۱۷   | کازان      | ۲۸       | روسیه     | ۱–۱   | دوستانه                |
| ۲۳    | ۲۷ مارس ۲۰۱۸    | گراتس      | ۳۱       | الجزایر   | ۲–۱   | دوستانه                |
| ۲۴    | ۳۱ دسامبر ۲۰۱۸  | دوحه       | ۴۰       | قطر       | ۲–۱   | دوستانه                |
| ۲۵    | ۷ ژانویه ۲۰۱۹   | ابوظبی     | ۴۱       | یمن       | ۵–۰   | جام ملت‌های آسیا ۲۰۱۹   |
| ۲۶    | ۱۲ ژانویه ۲۰۱۹  | ابوظبی     | ۴۲       | ویتنام    | ۲–۰   | جام ملت‌های آسیا ۲۰۱۹   |
| ۲۷    | ۱۲ ژانویه ۲۰۱۹  | ابوظبی     | ۴۲       | ویتنام    | ۲–۰   | جام ملت‌های آسیا ۲۰۱۹   |
| ۲۸    | ۲۴ ژانویه ۲۰۱۹  | ابوظبی     | ۴۵       | چین       | ۳–۰   | جام ملت‌های آسیا ۲۰۱۹   |
| ۲۹    | ۱۰ سپتامبر ۲۰۱۹ | هنگ کنگ    | ۴۷       | هنگ کنگ   | ۲–۰   | مقدماتی جام جهانی ۲۰۲۲ |
| ۳۰    | ۱۰ اکتبر ۲۰۱۹   | تهران      | ۴۸       | کامبوج    | ۱۴–۰  | مقدماتی جام جهانی ۲۰۲۲ |
| ۳۱    | ۱۰ اکتبر ۲۰۱۹   | تهران      | ۴۸       | کامبوج    | ۱۴–۰  | مقدماتی جام جهانی ۲۰۲۲ |
| ۳۲    | ۱۰ اکتبر ۲۰۱۹   | تهران      | ۴۸       | کامبوج    | ۱۴–۰  | مقدماتی جام جهانی ۲۰۲۲ |
| ۳۳    | ۸ اکتبر ۲۰۲۰    | تاشکند     | ۵۱       | ازبکستان  | ۲–۱   | دوستانه                |
| ۳۴    | ۳۰ مارس ۲۰۲۱    | تهران      | ۵۲       | سوریه     | ۳–۰   | دوستانه                |
| ۳۵    | ۷ ژوئن ۲۰۲۱     | رفاع       | ۵۴       | بحرین     | ۳–۰   | مقدماتی جام جهانی ۲۰۲۲ |
| ۳۶    | ۷ ژوئن ۲۰۲۱     | رفاع       | ۵۴       | بحرین     | ۳–۰   | مقدماتی جام جهانی ۲۰۲۲ |
| ۳۷    | ۱۵ ژوئن ۲۰۲۱    | عراد       | ۵۵       | عراق      | ۱–۰   | مقدماتی جام جهانی ۲۰۲۲ |
| ۳۸    | ۱۱ نوامبر ۲۰۲۱  | صیدا       | ۵۹       | لبنان     | ۲–۱   | مقدماتی جام جهانی ۲۰۲۲ |
| ۳۹    | ۱۶ نوامبر ۲۰۲۱  | امان       | ۶۰       | سوریه     | ۳–۰   | مقدماتی جام جهانی ۲۰۲۲ |
| ۴۰    | ۲۹ مارس ۲۰۲۲    | مشهد       | ۶۲       | لبنان     | ۲–۰   | مقدماتی جام جهانی ۲۰۲۲ |
| ۴۱    | ۲۷ سپتامبر ۲۰۲۲ | وین        | ۶۵       | سنگال     | ۱–۱   | دوستانه                |
| ۴۲    | ۱۳ ژوئن ۲۰۲۳    | بیشکک      | ۶۹       | افغانستان | ۶–۱   | تورنمنت کافا ۲۰۲۳      |
| ۴۳    | ۱۶ ژوئن ۲۰۲۳    | بیشکک      | ۷۰       | قرقیزستان | ۵–۱   | تورنمنت کافا ۲۰۲۳      |
| ۴۴    | ۱۶ ژوئن ۲۰۲۳    | بیشکک      | ۷۰       | قرقیزستان | ۵–۱   | تورنمنت کافا ۲۰۲۳      |
| ۴۵    | ۲۰ ژوئن ۲۰۲۳    | تاشکند     | ۷۱       | ازبکستان  | ۱–۰   | تورنمنت کافا ۲۰۲۳      |
| ۴۶    | ۱۳ اکتبر ۲۰۲۳   | امان       | ۷۲       | اردن      | ۳–۱   | دوستانه                |
| ۴۷    | ۱۷ اکتبر ۲۰۲۳   | امان       | ۷۳       | قطر       | ۴–۰   | دوستانه                |
| ۴۸    | ۱۶ نوامبر ۲۰۲۳  | تهران      | ۷۴       | هنگ کنگ   | ۴–۰   | مقدماتی جام جهانی ۲۰۲۶ |
| ۴۹    | ۱۶ نوامبر ۲۰۲۳  | تهران      | ۷۴       | هنگ کنگ   | ۴–۰   | مقدماتی جام جهانی ۲۰۲۶ |
| ۵۰    | ۱۴ ژانویه ۲۰۲۴  | الریان     | ۷۶       | فلسطین    | ۴–۱   | جام ملت‌های آسیا ۲۰۲۳   |
| ۵۱    | ۷ فوریه ۲۰۲۴    | دوحه       | ۸۰       | قطر       | ۲–۳   | جام ملت‌های آسیا ۲۰۲۳   |
| ۵۲    | ۲۱ مارس ۲۰۲۴    | تهران      | ۸۱       | ترکمنستان | ۲–۰   | مقدماتی جام جهانی ۲۰۲۶ |
| ۵۳    | ۶ ژوئن ۲۰۲۴     | سو کن پو   | ۸۲       | هنگ کنگ   | ۴–۲   | مقدماتی جام جهانی ۲۰۲۶ |
| ۵۴    | ۱۵ اکتبر ۲۰۲۴   | دبی        | ۸۷       | قطر       | ۴–۱   | مقدماتی جام جهانی ۲۰۲۶ |
| ۵۵    | ۱۵ اکتبر ۲۰۲۴   | دبی        | ۸۷       | قطر       | ۴–۱   | مقدماتی جام جهانی ۲۰۲۶ |
| ۵۶    | ۱۹ نوامبر ۲۰۲۴  | بیشکک      | ۸۹       | قرقیزستان | ۳–۲   | مقدماتی جام جهانی ۲۰۲۶ |
| ۵۷    | ۲۰ مارس ۲۰۲۵    | تهران      | ۹۰       | امارات    | ۲–۰   | مقدماتی جام جهانی ۲۰۲۶ |

### پاس گل‌های ملی
تا تاریخ ۲۵ مارس ۲۰۲۵ 
| شماره | تاریخ          | میزبان | بازی ملی | حریف      | زننده گل       | نتیجه | رقابت                  |
| ----- | -------------- | ------ | -------- | --------- | -------------- | ----- | ---------------------- |
| ۱     | ۳ سپتامبر ۲۰۱۵ | تهران  | ۱۱       | گوآم      | اشکان دژاگه    | ۶–۰   | مقدماتی جام جهانی ۲۰۱۸ |
| ۲     | ۳ سپتامبر ۲۰۱۵ | تهران  | ۱۱       | گوآم      | مهدی طارمی     | ۶–۰   | مقدماتی جام جهانی ۲۰۱۸ |
| ۳     | ۲۴ ژانویه ۲۰۱۹ | ابوظبی | ۴۵       | چین       | مهدی طارمی     | ۳–۰   | جام ملت‌های آسیا ۲۰۱۹   |
| ۴     | ۱۰ اکتبر ۲۰۱۹  | تهران  | ۴۸       | کامبوج    | مهدی طارمی     | ۱۴–۰  | مقدماتی جام جهانی ۲۰۲۲ |
| ۵     | ۷ سپتامبر ۲۰۲۱ | دوحه   | ۵۶       | عراق      | مهدی طارمی     | ۳–۰   | مقدماتی جام جهانی ۲۰۲۲ |
| ۶     | ۷ اکتبر ۲۰۲۱   | دبی    | ۵۷       | امارات    | مهدی طارمی     | ۱–۰   | مقدماتی جام جهانی ۲۰۲۲ |
| ۷     | ۱۲ اکتبر ۲۰۲۱  | تهران  | ۵۸       | کرهٔ جنوبی | علیرضا جهانبخش | ۱–۱   | مقدماتی جام جهانی ۲۰۲۲ |
| ۸     | ۱۳ ژوئن ۲۰۲۳   | بیشکک  | ۶۹       | افغانستان | مهدی طارمی     | ۶–۱   | تورنمنت کافا ۲۰۲۳      |
| ۹     | ۱۳ ژوئن ۲۰۲۳   | بیشکک  | ۶۹       | افغانستان | علیرضا جهانبخش | ۶–۱   | تورنمنت کافا ۲۰۲۳      |
| ۱۰    | ۱۶ نوامبر ۲۰۲۳ | تهران  | ۷۴       | هنگ کنگ   | مهدی طارمی     | ۴–۰   | مقدماتی جام جهانی ۲۰۲۶ |
| ۱۱    | ۲۱ نوامبر ۲۰۲۳ | تاشکند | ۷۵       | ازبکستان  | رامین رضاییان  | ۲–۲   | مقدماتی جام جهانی ۲۰۲۶ |
| ۱۲    | ۲۳ ژانویه ۲۰۲۴ | الریان | ۷۷       | امارات    | مهدی طارمی     | ۲–۰   | جام ملت‌های آسیا ۲۰۲۳   |
| ۱۳    | ۲۳ ژانویه ۲۰۲۴ | الریان | ۷۷       | امارات    | مهدی طارمی     | ۲–۰   | جام ملت‌های آسیا ۲۰۲۳   |
| ۱۴    | ۳ فوریه ۲۰۲۴   | الریان | ۷۹       | ژاپن      | محمد محبی      | ۲–۱   | جام ملت‌های آسیا ۲۰۲۳   |
| ۱۵    | ۱۵ اکتبر ۲۰۲۴  | دبی    | ۸۷       | قطر       | محمد محبی      | ۴–۱   | مقدماتی جام جهانی ۲۰۲۶ |
| ۱۶    | ۱۹ نوامبر ۲۰۲۴ | بیشکک  | ۸۹       | قرقیزستان | صالح حردانی    | ۳–۲   | مقدماتی جام جهانی ۲۰۲۶ |
| ۱۷    | ۲۵ مارس ۲۰۲۵   | تهران  | ۹۱       | ازبکستان  | مهدی طارمی     | ۲–۲   | مقدماتی جام جهانی ۲۰۲۶ |

گل‌های ملی در تیم ملی فوتبال امید
| گل‌های ملی زیر ۲۳ سال | گل‌های ملی زیر ۲۳ سال | گل‌های ملی زیر ۲۳ سال | گل‌های ملی زیر ۲۳ سال | گل‌های ملی زیر ۲۳ سال | گل‌های ملی زیر ۲۳ سال | گل‌های ملی زیر ۲۳ سال                     | گل‌های ملی زیر ۲۳ سال |
| -------------------- | -------------------- | -------------------- | -------------------- | -------------------- | -------------------- | ---------------------------------------- | -------------------- |
| ۱.                   | ۳ فروردین ۱۳۹۴       | تهران، ایران         | نپال                 | ۵–۰                  | برد                  | 2016 AFC U-23 Championship qualification |                      |
| ۲.                   | ۷ فروردین ۱۳۹۴       | تهران، ایران         | فلسطین               | ۳–۰                  | برد                  | 2016 AFC U-23 Championship qualification |                      |
| ۳.                   | ۹ فروردین ۱۳۹۴       | تهران، ایران         | افغانستان            | ۶–۰                  | برد                  | 2016 AFC U-23 Championship qualification |                      |
| ۴.                   | ۹ فروردین ۱۳۹۴       | تهران، ایران         | افغانستان            | ۶–۰                  | برد                  | 2016 AFC U-23 Championship qualification |                      |

گل‌های ملی در تیم ملی فوتبال جوانان
| گل‌های ملی زیر ۲۰ سال | گل‌های ملی زیر ۲۰ سال | گل‌های ملی زیر ۲۰ سال | گل‌های ملی زیر ۲۰ سال | گل‌های ملی زیر ۲۰ سال | گل‌های ملی زیر ۲۰ سال | گل‌های ملی زیر ۲۰ سال                     | گل‌های ملی زیر ۲۰ سال |
| -------------------- | -------------------- | -------------------- | -------------------- | -------------------- | -------------------- | ---------------------------------------- | -------------------- |
| ۱.                   | ۴ نوامبر ۲۰۱۱        | تهران، ایران         | ترکمنستان            | ۰–۴                  | برد                  | 2012 AFC U-19 Championship qualification |                      |
| ۲.                   | ۴ نوامبر ۲۰۱۱        | تهران، ایران         | ترکمنستان            | ۰–۴                  | برد                  | 2012 AFC U-19 Championship qualification |                      |
| ۳.                   | ۸ نوامبر ۲۰۱۱        | تهران، ایران         | ازبکستان             | ۰–۲                  | برد                  | 2012 AFC U-19 Championship qualification |                      |
| ۴.                   | ۲۱ ژانویه ۲۰۱۲       | سن پترزبورگ، روسیه   | لیتوانی              | ۰–۳                  | برد                  | 2012 CIS Cup                             |                      |
| ۵.                   | ۲۳ ژانویه ۲۰۱۲       | سن پترزبورگ، روسیه   | تاجیکستان            | ۰–۵                  | برد                  | 2012 CIS Cup                             |                      |
| ۶.                   | ۲۳ ژانویه ۲۰۱۲       | سن پترزبورگ، روسیه   | تاجیکستان            | ۰–۵                  | برد                  | 2012 CIS Cup                             |                      |
| ۷.                   | ۲۳ ژانویه ۲۰۱۲       | سن پترزبورگ، روسیه   | تاجیکستان            | ۰–۵                  | برد                  | 2012 CIS Cup                             |                      |
| ۸.                   | ۲۵ ژانویه ۲۰۱۲       | سن پترزبورگ، روسیه   | لتونی                | ۱–۱                  | تساوی                | 2012 CIS Cup                             |                      |
| ۹.                   | ۲۷ ژانویه ۲۰۱۲       | سن پترزبورگ، روسیه   | مولدووا              | ۰–۳                  | برد                  | 2012 CIS Cup                             |                      |
| ۱۰.                  | ۲۹ ژانویه ۲۰۱۲       | سن پترزبورگ، روسیه   | لیتوانی              | ۰–۴                  | برد                  | 2012 CIS Cup                             |                      |
| ۱۱.                  | ۲۹ ژانویه ۲۰۱۲       | هوشی‌مین، ویتنام      | ویتنام               | ۱–۲                  | برد                  | 2012 AFF U-19 Youth Championship         |                      |
| ۱۲.                  | ۲۹ ژانویه ۲۰۱۲       | هوشی‌مین، ویتنام      | ازبکستان             | ۱–۲                  | برد                  | 2012 AFF U-19 Youth Championship         |                      |
| ۱۳.                  | ۲۹ ژانویه ۲۰۱۲       | هوشی‌مین، ویتنام      | استرالیا             | ۱–۴                  | برد                  | 2012 AFF U-19 Youth Championship         |                      |
| ۱۴.                  | ۲۹ ژانویه ۲۰۱۲       | هوشی‌مین، ویتنام      | استرالیا             | ۱–۴                  | برد                  | 2012 AFF U-19 Youth Championship         |                      |
| ۱۵.                  | ۱۷ اکتبر ۲۰۱۲        | تهران، ایران         | ایتالیا              | ۴–۲                  | باخت                 | دوستانه                                  |                      |
| ۱۶.                  | ۱۷ اکتبر ۲۰۱۲        | تهران، ایران         | ایتالیا              | ۴–۲                  | باخت                 | دوستانه                                  |                      |
| ۱۷.                  | ۷ نوامبر ۲۰۱۲        | فجیره، امارات        | کویت                 | ۰–۶                  | برد                  | 2012 AFC U-19 Championship               |                      |
| ۱۸.                  | ۱۰ اکتبر ۲۰۱۳        | کرمان، ایران         | لبنان                | ۱–۶                  | برد                  | 2014 AFC U-19 Championship qualification |                      |
| ۱۹.                  | ۱۰ اکتبر ۲۰۱۳        | کرمان، ایران         | لبنان                | ۱–۶                  | برد                  | 2014 AFC U-19 Championship qualification |                      |

گل‌های ملی در تیم ملی فوتبال نوجوانان
| گل‌های ملی زیر ۱۷ سال | گل‌های ملی زیر ۱۷ سال | گل‌های ملی زیر ۱۷ سال | گل‌های ملی زیر ۱۷ سال | گل‌های ملی زیر ۱۷ سال | گل‌های ملی زیر ۱۷ سال | گل‌های ملی زیر ۱۷ سال       | گل‌های ملی زیر ۱۷ سال |
| -------------------- | -------------------- | -------------------- | -------------------- | -------------------- | -------------------- | -------------------------- | -------------------- |
| ۱.                   | ۲۲ دی ۱۳۸۸           | تهران، ایران         | ترکیه                | ۴–۳                  | برد                  | دوستانه                    |                      |
| ۲.                   | ۲۲ دی ۱۳۸۸           | تهران، ایران         | ترکیه                | ۴–۳                  | برد                  | دوستانه                    |                      |
| ۳.                   | ۲۲ دی ۱۳۸۸           | تهران، ایران         | ترکیه                | ۴–۳                  | برد                  | دوستانه                    |                      |
| ۴.                   | ۲۵ دی ۱۳۸۸           | تهران، ایران         | ژاپن                 | ۲–۰                  | برد                  | دوستانه                    |                      |
| ۵.                   | ۲۵ دی ۱۳۸۸           | تهران، ایران         | ژاپن                 | ۲–۰                  | برد                  | دوستانه                    |                      |
| ۶.                   | ۲۴ مهر ۱۳۸۹          | استانبول، ترکیه      | ترکیه                | ۱–۰                  | برد                  | دوستانه                    |                      |
| ۷.                   | ۲ آبان ۱۳۸۹          | تاشکند، ازبکستان     | عمان                 | ۵–۱                  | برد                  | 2010 AFC U-16 Championship |                      |

## افتخارات
باشگاهی

### سپاهان
- لیگ برتر فوتبال ایران: قهرمان ۱۳۹۰–۹۱

### روستوف
- لیگ برتر فوتبال روسیه نایب قهرمان (۱): ۲۰۱۵–۱۶

### زنیت سن پترزبورگ
- لیگ برتر فوتبال روسیه قهرمان (۳): ۲۰۱۹–۲۰۱۸، ۲۰۲۰–۲۰۱۹، ۲۰۲۱–۲۰۲۰
- جام حذفی فوتبال روسیه قهرمان (۱): ۲۰۱۹–۲۰
- سوپر جام فوتبال روسیه قهرمان (۲): ۲۰۲۰٬۲۰۲۱

### بایرن لورکوزن
- بوندسلیگا قهرمان(۱): ۲۰۲۳–۲۴

### شباب الاهلی
- لیگ برتر امارات متحده عربی۰۵–۲۰۲۴

### فردی
- بهترین گلزن قهرمانی جوانان زیر ۱۹ سال آسیا: ۲۰۱۲
- بهترین گلزن جام صلح و دوستی: ۲۰۱۲[۷۴]
- لیگ برتر فوتبال روسیه تیم منتخب فصل (۲): ۱۵–۲۰۱۴، ۱۶–۲۰۱۵
- لیگ برتر فوتبال روسیه بازیکن ماه (۱): مه ۲۰۱۶
- روستوف بهترین بازیکن فصل: ۱۶–۲۰۱۵
- بهترین گلزن ایرانی در رقابت‌های لیگ قهرمانان اروپا و در مجموع رقابتهای اروپایی (باشگاه‌های اروپا+لیگ اروپا+لیگ قهرمانان اروپا)
- آقای گلی لیگ برتر فوتبال روسیه با تیم زنیت سن پترزبورگ (۱۷ گل) ۲۰۲۰–۲۰۱۹[۷۵]
- بهترین بازیکن فصل ۲۰۲۱–۲۰۲۰ در لیگ برتر فوتبال روسیه
- آقای گلی لیگ قهرمانان آسیا ۲ با تیم الشباب الاهلی در فصل ۲۰۲۵–۲۰۲۴
- توپ طلایی بهترین بازیکن فصل ۲۰۲۴-۲۰۲۵  لیگ امارات[۷۶]